# Nintendo North Bend
Nintendo North Bend é o principal núcleo de produção e um dos centros logísticos de distribuição da Nintendo na América do Norte, situado em North Bend, Washington. Há outro centro de distribuição, situado em Atlanta, que geralmente trabalha com a distribuição nas regiões Sul e Nordeste dos Estados Unidos. O centro de North Bend lida com distribuição na Costa Oeste, Montanhas Rochosas, Centro-Oeste, Havaí, e Alasca.
O núcleo de aproximadamente 35.000 m² processa mais de 20.000 pedidos de clientes da Nintendo por dia, que incluem varejistas que vendem produtos da Nintendo e clientes que encomendam seus jogos e produtos associados via Internet.
Em 2004, a Nintendo lançou o Nintendo DS, um console portátil que, em 2006, já havia vendido mais de 16 milhões de unidades. Boa parte da distribuição das unidades do Nintendo DS (incluindo as distribuições no hemisfério ocidental) foi coordenada pelo núcleo de North Bend. Essa tarefa significante resultou no aumento da mão de obra em mais de 400 funcionários, com o núcleo funcionando 24 horas por dia, 7 dias por semana.
North Bend foi elogiado por sua eficiência e baixo índice de perda de estoque. Em particular, a tecnologia usada pela empresa a ajudou a embalar mais de 220 unidades por minuto antes do lançamento do Nintendo DS. No total, mais de 7.7 milhões de itens (incluindo todas as demais linhas de produtos da Nintendo) foram embaladas em 13 dias antes da data de lançamento do Nintendo DS. Isto equivale a 14 aviões de carga Boeing 747 lotados.
A tecnologia por trás desta eficiência envolve uma equipe de robôs a bateria que trabalham no armazém e recebem o nome de personagens da Nintendo, como Mario e Zelda. Os robôs emitem ruídos quando objetos estão no caminho, e se dirigem à manutenção quando as baterias estão acabando.